# Українсько-мадагаскарські відносини
Українсько-мадагаскарські відносини — відносини між Україною та Республікою Мадагаскар.
Мадагаскар визнав незалежність України 4 березня 1992 року. Країни встановили дипломатичні відносини 10 червня 1993 року. Інтереси громадян України в Республіці Мадагаскар захищає Посольство України в Південній Африці.

## Торгівля
За підсумками 2021 року обсяг двосторонньої торгівлі товарами склав 14,4 млн дол. США. При цьому експорт товарів з України до Мадагаскару склав майже 12,1 млн дол. США, а імпорт товарів з Мадагаскару в Україну – 2,3 млн дол. США.
Основі позиції експорту з України (2021 року):
- зернові культури (7,9 млн дол. США)
- овочі (2,4 млн дол. США)
- жири та олії тваринного або рослинного походження (1,3 млн дол. США)
- залишки і відходи харчової промисловості (197,3 тис. дол. США)
- продукція борошномельно-круп'яної промисловості (150,9 тис. дол. США).

Основі позиції імпорту в Україну (2021 року):
- одяг та додаткові речі до одягу, текстильні (737,9 тис. дол. США)
- сіль; сірка; землі та каміння (696,6 тис. дол. США)
- кава, чай (286,8 тис. дол. США)
- їстівні плоди та горіхи (153,9 тис. дол. США)
- одяг та додаткові речі до одягу, трикотажні (121,0 тис. дол. США)